# شیمی دارویی (کتاب)
شیمی دارویی کتابی از آندرو جوس کورولکواس با ترجمهٔ عباس شفیعی و بردیا فرزام‌فر است که در سال ۱۳۷۷ منتشر و در مراسم کتاب سال جمهوری اسلامی ایران به‌عنوان کتاب برگزیده معرفی شد.